# Dryas Verlag
Der Dryas Verlag ist ein deutscher Belletristikverlag. Seit 2019 ist Dryas als Imprint Teil der Bedey Media.

## Geschichte
Der Dryas Verlag wurde 2007 im Gründerinnenzentrum „gig7“ in Mannheim gegründet, 2011 ist das Unternehmen nach Frankfurt am Main umgezogen.
Das Verlagsprogramm widmet sich dem 19. Jahrhundert in allen Facetten, von der Romantik à la Jane Austen bis zur Kriminalistik im Stil von Arthur Conan Doyle. Seit 2014 wird das Programm in den Bereich Romance Fantasy ausgeweitet.
Zum Verlag gehört seit 2009 der Goldfinch Verlag und die Edition Reiseratte. Goldfinch widmet sich dem Thema Großbritannien, vor allem mit Krimis im Stil von Agatha Christie.
In der Edition Reiseratte erscheinen Bücher für Menschen, die gerne reisen – entweder im Kopf oder in echt. Die Herausgeberin der Edition Reiseratte ist die Journalistin Geraldine Friedrich, die wiederum ihrerseits den Reiseblog Reiseratte gegründet hat.
2019 wurde Dryas von der Bedey Media GmbH übernommen und wird als Imprint weitergeführt. Die Verlagsgründerin Sandra Thoms wird neben Björn Bedey Teilhaberin der Bedey Media und setzt die verlegerische Tätigkeit des  Dryas Verlages am Standort Frankfurt fort.
Autoren sind unter anderem Sophia Farago, Klaus N. Frick, Günter Krieger, Kathrin Lange, Mara Laue, Rob Reef und Rebecca Michéle.